# Alessandro Malaguti

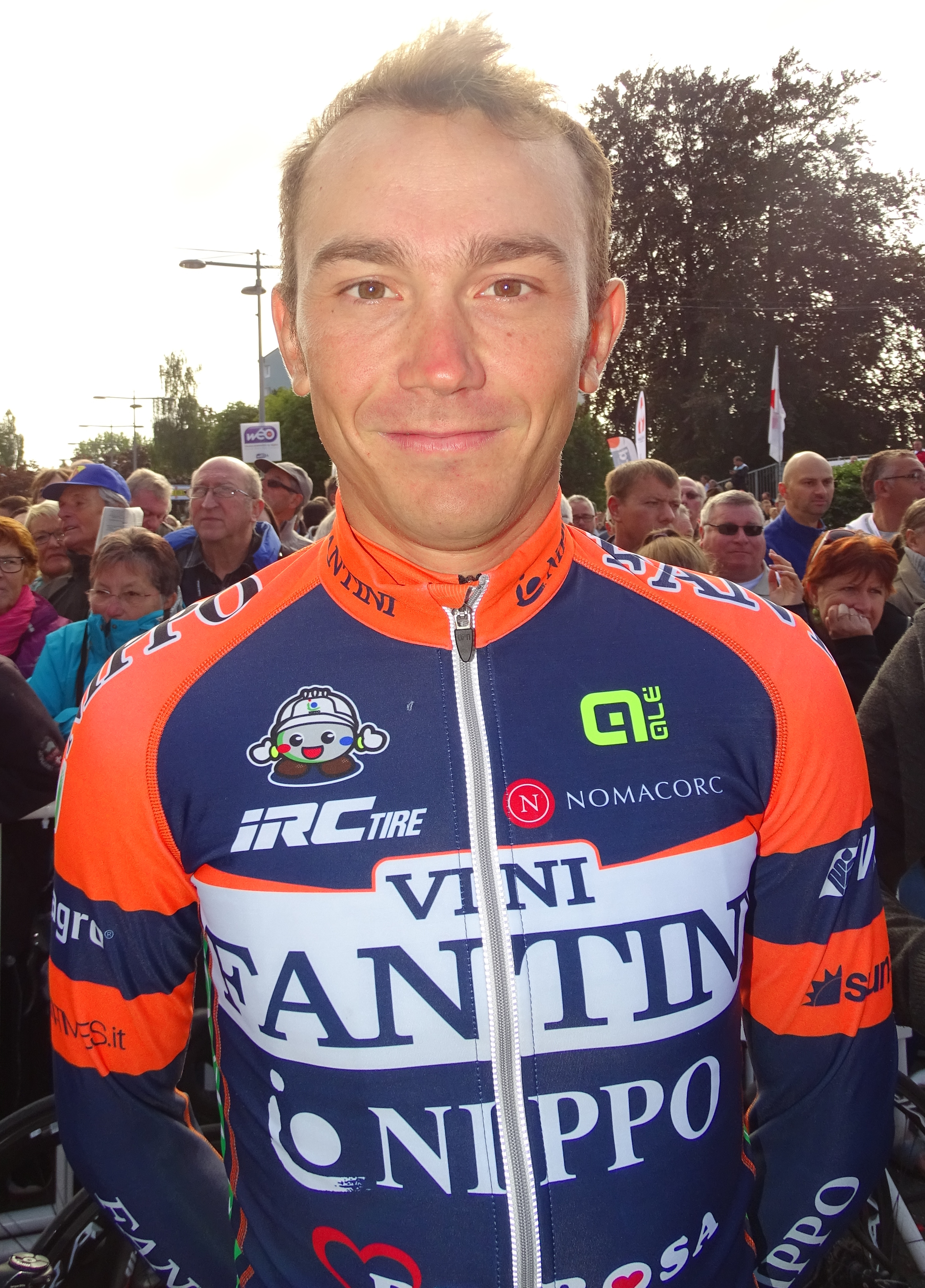
Malaguti (2015)

Alessandro Malaguti (* 22. September 1987 in Forlì) ist ein ehemaliger italienischer Radrennfahrer.
Malaguti gewann in der Saison 2009 das Eintagesrennen Gran Premio San Giuseppe und 2011 eine Etappe der Vuelta Ciclista al Uruguay. 2013 erhielt er seinen ersten Vertrag bei einem Professional Continental Team, der Mannschaft Androni Giocattoli-Venezuela und gewann die Route Adélie de Vitré. Zur Saison 2014 wechselte er zur Mannschaft Vini Fantini-Nippo, für die er in seinem ersten Jahr dort eine Etappe der Tour de Hokkaidō und im Folgejahr mit dem Giro d’Italia 2015 seine einzige Grand Tour bestritt und als 154. beendete.

## Erfolge
2009
- Gran Premio San Giuseppe

2011
- eine Etappe Vuelta Ciclista al Uruguay

2013
- Route Adélie de Vitré

2014
- eine Etappe Tour de Hokkaidō

## Teams
- 2011 Ora Hotels Carrera
- 2012 Miche-Guerciotti
- 2013 Androni Giocattoli-Venezuela
- 2014 Vini Fantini Nippo
- 2015 Nippo-Vini Fantini
- 2016 Unieuro-Wilier